# Жовтозілля карпатське
Жовтозі́лля карпа́тське (Senecio carpathicus) — рідкісний ендемічний високогірний вид рослин роду жовтозілля (Senecio) родини айстрових (складноцвітих).
Причина зміни чисельності — зростання інтенсивності туризму. Має ґрунтотвірне, ґрунтозахисне, декоративне господарське та комерційне значення.

## Ареал та поширення
Трапляється у альпійському і субальпійському поясах Західних, Східних і Південних Карпат. В Україні — Карпати у Чорно-горі на схилах гір Петрос, Шпиці, Ребра, Гутин-Томнатик, Брбенескул і Піп Іван та в Чивчинських горах на горі Чивчин.

## Загальна біоморфологічна характеристика
Гемікриптофіт (рослини, у яких на час несприятливих умов (посуха, низька температура тощо) бруньки відновлення перебувають на рівні ґрунту). Багаторічна трав'яна рослина. Мезофіт.
Стебла підведені, 5-15 см заввишки, прості, зелені або бурувато-червонуваті. Більшість листків скупчені при основі стебла, коротко-черешкові, двічі-тричі пірчасторозсічені з ланцетоподібними або лінійними частками біля кам'янистих вирівняних ділянках пологих і рідше стрімких схилів з інтенсивними вітрами і порівняно неглибоким снігом.
Цвіте і плодоносить у липні-вересні. Розмножується насінням і вегетативно.

## Охорона
Входить до Червоної книги України. Охороняється на території Карпатського національного природного парк і Карпатського біосферного заповідника. Заборонено збирання рослин, порушення місць зростання.
Необхідно надати заповідний статус масивам гір Ребра, Гутин, Бребенескул і Піп Іван. Потребує моніторингу популяція на горі Чивчин.